# Lago Obersee (Glarus)
O Lago Obersee (Glarus) é um lago localizado em Oberseealp no cantão de Glarus, Suíça. A sua superfície é de 0,24 km².